# Bananas
Bananas — семнадцатый студийный альбом британской рок-группы Deep Purple, вышедший в 2003 году, и первый студийный альбом коллектива, записанный без Джона Лорда на клавишных.

## История создания
В 2002 году на место ушедшего клавишника Джона Лорда пришёл Дон Эйри, который летом 2001 года уже подменял Лорда на гастролях из-за болезни последнего. Запись альбома проходила в Лос-Анджелесе в январе-феврале 2003 года. Продюсером пластинки выступил Майкл Брэдфорд. В песне Haunted партии бэк-вокала исполнила известная блюзовая певица Бет Харт. В то время она также работала с Брэдфордом. Песня вышла отдельным синглом. Последняя композиция альбома — инструментальная «Contact Lost» авторства гитариста Стива Морса, была написана под впечатлением от крушения шаттла «Колумбия».

## Стиль, отзывы критиков
Дэвид Джеффриз с сайта Allmusic.com поставил альбому четыре звезды из пяти. Критик заметил, что диск «имеет все признаки разочарования»: на нём отсутствуют клавишные партии Джона Лорда, всегда придававшие звучанию Deep Purple особый оттенок, а название и обложка слишком эксцентричны. Однако, сказал он, — как ни удивительно, на самом деле альбом восхитителен: Лорда успешно заменил Дон Эйри, песни отлично слушаются, вокал Иэна Гиллана по-прежнему хорош, и качество звука не вызывает претензий.
Джеффриз особенно похвалил композиции «Picture of Innocence», «I Got Your Number», и «Doing It Tonight», а среди недочётов диска отметил лишь «недосказанность» «House of Pain» и отсутствие продолжительных соло.

## Список композиций
Авторы песен: Иэн Гиллан, Стив Морс, Роджер Гловер, Дон Эйри, Иэн Пейс (кроме отмеченных).
1. «House of Pain» (Гиллан, Брэдфорд) — 3:34
2. «Sun Goes Down» — 4:10
3. «Haunted» — 4:22
4. «Razzle Dazzle» — 3:28
5. «Silver Tongue» — 4:03
6. «Walk On» (Гиллан, Брэдфорд) — 7:04
7. «Picture of Innocence» (Гиллан, Морс, Гловер, Лорд, Пейс) — 5:11
8. «I Got Your Number» (Гиллан, Морс, Гловер, Лорд, Пейс, Брэдфорд) — 6:01
9. «Never a Word» — 3:46
10. «Bananas» — 4:51
11. «Doing it Tonight» — 3:28
12. «Contact Lost» (Морс) — 1:27

## Участники записи
- Иэн Гиллан — вокал
- Стив Морс — гитара
- Дон Эйри — клавишные
- Роджер Гловер — бас-гитара
- Иэн Пейс — ударные, перкуссия

### Прочие участники записи
- Пол Бакмастер — аранжировка струнных и виолончель (Haunted)
- Бет Харт — бэк-вокал (Haunted)
- Майкл Брэдфорд — гитара (Walk On)